# Ethel Kennedy

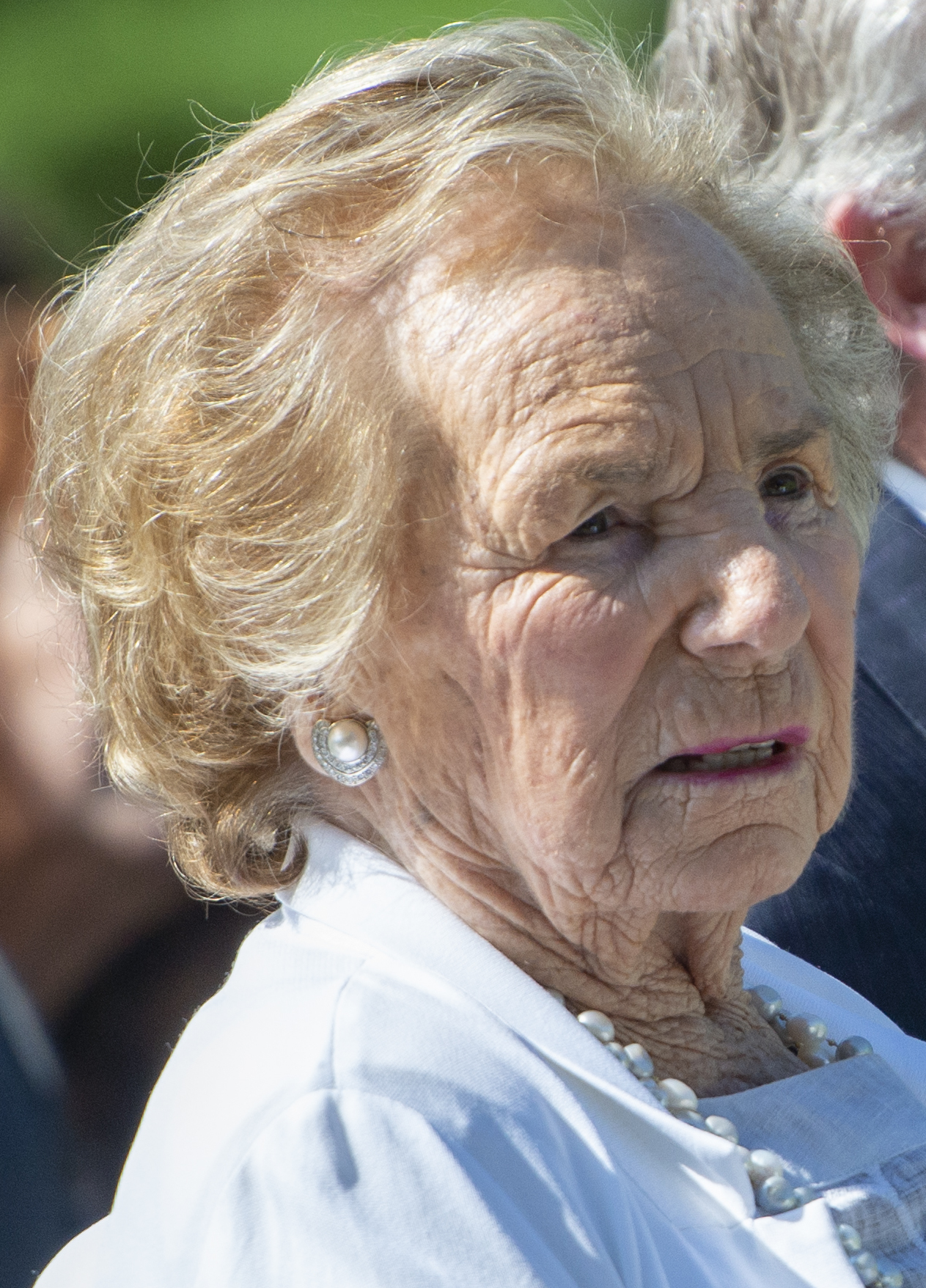
Ethel Kennedy (2018)

Ethel Kennedy, de domo Skakel (ur. 11 kwietnia 1928 w Chicago, zm. 10 października 2024) – amerykańska działaczka na rzecz praw człowieka, żona Roberta F. Kennedy’ego.

## Życiorys
Urodziła się 12 kwietnia 1928 roku w Chicago w zamożnej rodzinie. Jej ojciec, George, był potentatem w branży węglowej. Jej rodzice zginęli w 1955 roku w katastrofie ich prywatnego samolotu. We wrześniu 1945 roku rozpoczęła naukę w Kolegium Manhattanville Najświętszego Serca. Tam zaprzyjaźniła się z Jean Kennedy, swoją późniejszą szwagierką. Zimą 1945 roku, podczas wycieczki narciarskiej do Mont Tremblant w Quebecu w Kanadzie, spotkała Roberta Francisa Kennedy’ego, a w dniu 17 czerwca 1950 roku wyszła za niego za mąż. Ich dzieci to:
1. Kathleen Hartington(inne języki) (ur. 1951), wicegubernator stanu Maryland (1995–2003)
2. Joseph Patrick II (ur. 1952), członek Izby Reprezentantów (1987–1999)
3. Robert Francis Jr. (ur. 1954), prawnik, Sekretarz Zdrowia i Opieki Społecznej USA
4. David Anthony(inne języki) (1955–1984), dziennikarz
5. Mary Courtney(inne języki) (ur. 1956), polityczka
6. Michael LeMoyne(inne języki) (1958–1997), prawnik i przedsiębiorca
7. Mary Kerry(inne języki) (ur. 1959), aktywistka na rzecz praw człowieka
8. Christopher George(inne języki) (ur. 1963), przedsiębiorca
9. Matthew Maxwell Taylor(inne języki) (ur. 1965), prawnik
10. Douglas Harriman(inne języki) (ur. 1967), dziennikarz
11. Rory Elizabeth Katherine(inne języki) (ur. 1968, 6 mies. po śmierci ojca), reżyserka, producentka filmowa

Angażowała się politycznie, brała udział w m.in. kampaniach swojego męża oraz zwycięskiej kampanii prezydenckiej swojego szwagra Johna Fitzgeralda Kennedy’ego.
5 czerwca 1968 roku Robert Francis Kennedy został postrzelony i zmarł następnego dnia.
W latach 70. XX wieku Ethel Kennedy wznowiła działalność publiczną, angażując się prospołecznie. Była założycielką Robert F. Kennedy Memorial Centre (pl. Centrum Pamięci Roberta F. Kennedy’ego), które ma na celu kontynuację dorobku polityka poprzez wręczanie nagród w zakresie praw człowieka i dziennikarstwa. W roku 2008 w prawyborach prezydenckich Partii Demokratycznej poparła Baracka Obamę. Zorganizowała kolację dla donatorów Obamy, podczas której zebrano 6 milionów dolarów na poczet jego kampanii.
W 2012 r. Rory Kennedy nakręciła film dokumentalny pt. Ethel poświęcony życiu Ethel Kennedy z jej udziałem. 
Zmarła 10 października 2024 r. w wieku 96 lat. Tydzień przed śmiercią doznała udaru. 14 października 2024 r. odbył się jej pogrzeb w Centerville w Massachusetts. Dwa dni później w rzymskokatolickiej katedrze św. Mateusza Apostoła w Waszyngtonie odbyło się jej nabożeństwo żałobne, w którym udział wzięli m.in. prezydent Joe Biden, byli prezydenci Barack Obama i Bill Clinton oraz była przewodnicząca Izby Reprezentantów Nancy Pelosi.